# Pinyega (folyó)
A Pinyega (oroszul: Пинега) folyó Oroszország európai részén, az Arhangelszki területen; az Északi-Dvina jobb oldali és egyik legnagyobb mellékfolyója.

## Földrajz
Hossza: 779 km, vízgyűjtő területe: 42 000 km², évi közepes vízhozama: 430  m³/sec.
Az Arhangelszki terület keleti részén, a Pinyegai járásban ered és széles völgyben folyik észak, északnyugati irányban. Alsó folyásán medre megközelíti a Kuloj folyót, mellyel ezen a ponton csatorna köti össze. Onnan éles kanyarulat után délnyugat felé folyik tovább és kelet felől ömlik az Északi-Dvinába, 137 km-re annak torkolatától. Teljes esése 111 m.
Széles, de nem túl mély folyó, medrében sok a homokos gázló. Zömmel tajgával borított vízgyűjtő területén több száz barlang található, közülük a legnagyobb 16,5 km hosszú.
Október második felében, november elején befagy, a jégzajlás április második felében, május első felében kezdődik. A torkolattól 580 km-en át, Gorka kikötőig hajózható. 
Partján fekszik Karpogori, a Pinyegai járás székhelye.

### Nagyobb mellékfolyói
- jobbról: a Jozsuga (165 km) és az Ilesa (204 km)
- balról: a Vija (181 km), a Jula (250 km) és a Poksenyga (170 km).